# NAD Electronics
NAD (акроним от New Acoustic Dimension) (рус. НАД) — канадский производитель домашней звуковой аппаратуры, а именно усилителей звуковой частоты и AV-ресиверов, СD-проигрывателей и проигрывателей виниловых дисков, DVD и Blu-ray плееров.
Компания была основана в Великобритании (Лондон) в 1972 году Мартином Боришем. В 1991 году бизнес был перекуплен компанией AudioNord, а в 1999 году они вошли в состав компании Lenbrook Group of Pickering в провинции Онтарио, Канада.
NAD смогла предложить покупателям новый подход к Hi-Fi технике, который выразился в невысоких ценах на качественную технику, в оснащении аппаратов действительно необходимыми функциями, простым, но элегантным дизайном. Этому подходу компания остается верна и сегодня.
Так, отделом по разработке новой продукции уже много лет руководит легендарный аудиоинженер Бьорн Эрик Эдвардсен (Bjorn Erik Edvardsen), чьи инновационные разработки легли в основу многих уникальных технологий и моделей NAD, например таких как знаменитый продукт компании усилитель звуковых частот NAD 3020, созданный в конце 1970-х годов. Эта модель, как и некоторые другие, например NAD 314, признавались лучшими моделями года.

## Инженерные решения производителя
Многие технические решения были предложены легендарным инженером Бьорном Эриком Эдвардсеном, который стал «лицом бренда», что отразилось в индексе «BEE» некоторых моделей фирмы, например NAD C315BEE.

### «PowerDrive»
Отличительной особенностью усилителя мощности NAD 314 является технология «Power Envelope» (или «PowerDrive», или «класс G»), которая использует два источника питания, при этом источник питания, с более высоким напряжением, также подключаемый к выходному каскаду усилителя, запитывает его только при достижении усиливаемым сигналом некоторого порогового уровня, что в конечном счёте позволяет снизить рассеиваемую мощность выходными транзисторами усилителя. Дополнительные преимущества данной технологии заключаются в том, что усилитель может работать с акустическими системами с меньшим импедансом.

### «Soft-Clipping»
Так как уровень выходного сигнала усилителя не может превышать напряжение питания, при высоких уровнях входного сигнала может возникать эффект так называемого «клиппинга» (clipping). Чтобы этого избежать, в некоторых моделях применяется схема «мягкого клиппинга» («Soft-Clipping»), которая «мягко» шунтирует вход усилителя мощности, при достижении на нём напряжения в 1 вольт, что снижает риск выхода из строя акустической системы, а также улучшает параметры выходного сигнала, в сравнении с выходным сигналом усилителя вошедшего в «клиппинг».